# Ghazi
Ghazi (från arabiskans ghāzi, "stridande", "kämpe"), eller gazi, var en medeltida, främst turkisk och kurdisk titel på en furste som utmärkt sig som militär ledare i kampen mot icke-muslimer, framför allt mot bysantinarna i 1100-1300-talets Anatolien. Det hände dock att ghazierna samarbetade med de bysantinska gränsprinsarna, akritaierna, och utförde plundring på lokalbefolkningen oavsett religion. Ghazi användes senare som hederstitel i Osmanska riket med flera muslimska riken. 
Ghazi återfinns även som namn i bland annat städerna Ghaziabad, Ghazipur och Gaziantep. I vissa fall kommer sig ortnamnen av Ghaznaviderna, den  härskardynasti från nuvarande Afghanistan som behärskade norra Indien under den tidiga delen av Delhisultanatet. Det är inte belagt att dynastins hemort Ghazni i språklig mening fått sitt namn av det arabiska ordet Ghazi.
Ghazi finns också som namn på en irakisk kung, Ghazi av Irak.